# 万寿寺 (张掖)
38°55′54″N 100°26′58″E / 38.93167°N 100.44944°E
万寿寺位于中国甘肃省张掖市甘州区县府街，又称木塔寺，1958年被列为张掖县文物保护单位，1993年被列为甘肃省文物保护单位。
万寿寺至迟始建于北周，隋、唐、明、清多次重修，现仅存藏经楼和木塔。现木塔为1926年重建，楼阁式，砖木结构，空心，平面八角形，共九层，高32.8米。台基为正方形，约20平方米，高1米。

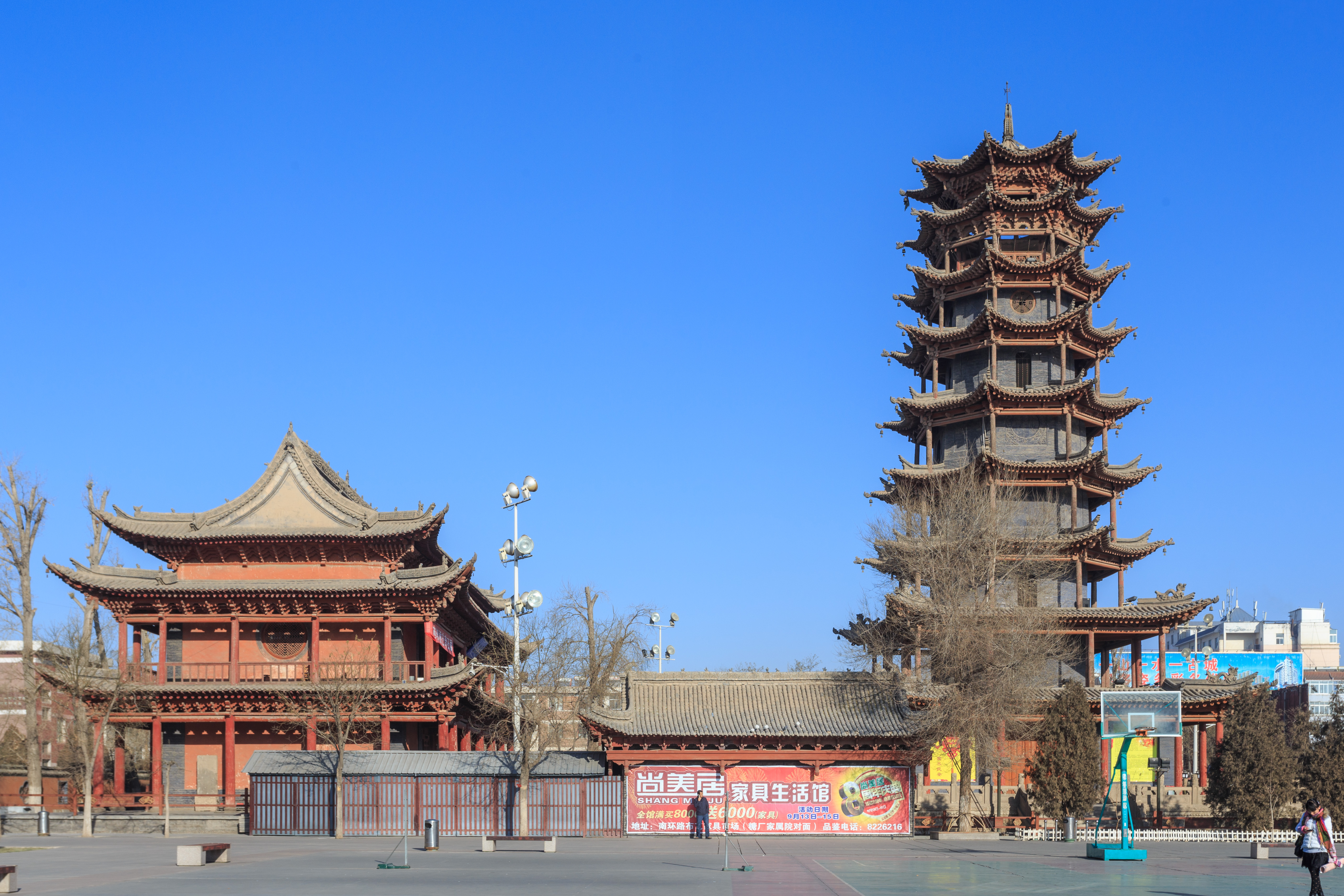
万寿寺藏经楼和木塔